# Congrès du Mans
Pour un article plus général, voir Congrès socialiste (France).
 (août 2024).
Si vous disposez d'ouvrages ou d'articles de référence ou si vous connaissez des sites web de qualité traitant du thème abordé ici, merci de compléter l'article en donnant les références utiles à sa vérifiabilité et en les liant à la section « Notes et références ».
 (août 2024).
Le congrès du Mans est le 74e congrès ordinaire du Parti socialiste français, qui s'est tenu au Mans du 18 au 20 novembre 2005. L'objectif du Congrès était de régler les divisions du parti apparues avec le référendum sur la Constitution européenne, de fixer la ligne générale du parti socialiste en vue de la désignation des représentants du parti à tous les échelons (section, fédération, national).

## Historique
- 4 juin : le Conseil national du Parti socialiste s’est réuni afin de convoquer le Congrès. Début du dépôt des contributions.
- 12 juillet : date limite pour la déposition des contributions
- 17 septembre : Conseil national de synthèse afin de définir les motions. Le 26 septembre, l’ensemble des motions sera arrivé dans les fédérations et chez les militants.
- 9 novembre : vote dans les sections sur l’ensemble des fédérations et du territoire.
- 10 au 13 novembre : tenue des congrès fédéraux.
- 18 au 20 novembre : Congrès au Mans.
- 23 novembre : Élections des premiers secrétaires fédéraux, des secrétaires de section et du premier secrétaire national.
- 26 novembre : Conseil national de désignation du secrétariat national

## Listes des contributions générales déposées
La phase des contributions précède celle des motions. Elle permet de faire valoir des idées de groupe qui se rassemblent lors de celles des motions, beaucoup moins nombreuses.
- Volonté, vérité, unité : Contribution présentée par la direction sortante tel que François Hollande, Martine Aubry, Dominique Strauss-Kahn, Jack Lang.
- Contribution d’Utopia : Contribution présentée par Utopia (Franck Pupunat)
- Socialisme & réalité 	: Contribution présentée par Gérard Collomb.
- Pour une Alternative socialiste : Contribution présentée par Henri Emmanuelli, Marc Dolez, Gérard Filoche et Jean-Pierre Masseret.
- Pour le choix d’un nouveau modèle économique et social : Contribution présentée par Régis Passerieux.
- Trait d’union ! : Contribution présentée par Jean-Luc Mélenchon.
- Le socialisme du XXIe siècle : pour un réformisme radical : Contribution présentée par Laurent Baumel.
- Face au libéralisme, une seule alternative : le socialisme : Contribution présentée par Martine Aubry
- Courage, authenticité, modernité : Contribution présentée par Jean Glavany
- Pour un socialisme libéral : Contribution présentée par Jean-Marie Bockel
- Nouvelle voix : Contribution présentée par Gaëtan Gorce
- Du contrat social au contrat sociétal : Contribution présentée par Michel Debout et René Teulade.
- Pour rassembler la gauche : Contribution présentée par Alain Vidalies.
- Républicains, européens et solidaires : Contribution présentée par la fédération des Bouches-du-Rhône.
- Une ambition pour les socialistes et pour la gauche : Contribution présentée par Marie-Noëlle Lienemann.
- Urgence sociale : Contribution présentée par Pierre Larrouturou.
- Agir à gauche : Contribution présentée par Laurent Fabius.
- Rendre la gauche possible : Contribution présentée par le Nouveau Parti socialiste (Vincent Peillon, Arnaud Montebourg et Benoît Hamon).

Les contributions peuvent également être consultés librement sur http://www.parti-socialiste.fr/
Il existe également des contributions thématiques (plus de 300) consultables sur le site donné ci-dessus.

## Listes des motions déposées
La phase des motions est celles des textes finalement mis au vote des militants, après synthèse de contributions. Ils doivent être déposés lors du conseil national du 17 septembre. Les noms précédés par # ont quitté la majorité issue du précédent congrès.
Cinq motions sont déposées:
1. Motion 1 - Socialistes, pour réussir à gauche : Volonté - Vérité - Unité déposée par François Hollande et sa majorité sortante, dont font partie la plupart des éléphants du parti, tels DSK, Martine Aubry, ou Jack Lang, mais aussi Bertrand Delanoë, Julien Dray, Jean-Marc Ayrault, etc. amputée des noms marqués avec un #.
2. Motion 2 Rassembler à gauche : déposée par #Laurent Fabius et soutenue par Alain Vidalies, Jean-Luc Mélenchon et Marie-Noëlle Lienemann. C'est la première motion déposée par Laurent Fabius depuis le congrès de Rennes. À Dijon, il s'était rallié à la majorité de Hollande.
3. Motion 3 Utopia par le groupe Utopia mené par Franck Pupunat.
4. Motion 4 Pour un socialisme libéral : vérité et action déposée par le sénateur-maire de Mulhouse #Jean-Marie Bockel, défendant une ligne sociale-libérale assumée. C'est la première fois que ce courant dépose une motion en son nom propre. Il était auparavant rallié à la majorité.
5. Motion 5 Nouveau Parti socialiste : Pour une alternative socialiste : Déposée par le Nouveau Parti socialiste- avec Vincent Peillon, Arnaud Montebourg, Benoît Hamon, Michel Vauzelle et Guy Bono soutenu par Alternative socialiste (Henri Emmanuelli, Marc Dolez, Gérard Filoche, Jean-Pierre Masseret). Cette motion est dans le prolongement de celle déposée au Congrès de Dijon et souhaite la rénovation du parti pour tirer les leçons du 21 avril 2002.

## Débats

### Rentrée politique
À l'approche de l'université d'été de La Rochelle, plusieurs dirigeants du PS ont émis des déclarations sur le futur congrès.
Principal lieutenant de Laurent Fabius, Claude Bartolone s'est exprimé parmi les premiers le 16 août. Il a expliqué que le « parti a besoin d'une autre majorité », d'un « autre cap », a-t-il déclaré dans Le Parisien[réf. souhaitée]. Pour lui, la direction de François Hollande est comptable « d'un triple échec » : elle a « divisé les socialistes », elle a été « méprisante vis-à-vis d'autres formations politiques de gauche », elle est « silencieuse » dans l'opposition au gouvernement. Il a renchéri : « au niveau national, jamais n’a existé une telle désespérance. Nous devons en tenir compte, y compris en revenant s’il le faut sur des décisions que nous avons soutenues. Nous ne ferons jamais croire que la défaite de 2002, c’était la faute à pas de chance ». Pour le député Bruno Le Roux, membre de la majorité sortante « les fabiusiens sont dans une stratégie de tension ».
Certains refusent l'alignement rapide derrière l'un ou l'autre camp. Christophe Caresche regrette « les déclarations extrêmement belliqueuses de Claude Bartolone » et la façon « extrêmement militaire dont se regroupe la majorité ». Le député de la Nièvre Gaëtan Gorce estime que « le parti a souffert. Les militants sont fatigués des conflits de clan ».
Le jeudi 16, Michel Rocard s'est exprimé très durement dans une interview accordée au Nouvel Observateur[réf. souhaitée]. Il y déclare qu'« au terme du congrès du Mans, il y aura une minorité, qui devra se soumettre ou se démettre […]. Le pire serait de rester dans la confusion ». Selon lui, « il faut régler ce débat centenaire entre pseudo-marxistes et vrais réformistes […]. Nous aurions dû sanctionner ceux qui transgressaient nos décisions collectives lors du référendum du 29 mai ». Qualifiant la possible candidature de Laurent Fabius à la présidentielle de 2007 de « profondément opportuniste », il estime qu'il « faudrait peut-être envisager la création d'un nouveau parti », en cas de changement de majorité lors du congrès. « Si le PS commettait l'erreur de détruire le candidat le plus crédible qu'il a, ce serait une catastrophe politique » lui a rétorqué Jean-Luc Mélenchon. Même dans la majorité du parti, la plupart des responsables se sont démarqués de Michel Rocard ; Daniel Vaillant, député PS de Paris, estime dans Le Parisien du 20 août[réf. souhaitée] qu'une scission serait « dramatique ». « J'ai du respect pour lui mais je trouve ses propos excessifs. Il a raison de rappeler la règle majoritaire, mais je ne crois pas que l'heure d'une scission ait sonné. Ce serait dramatique, après tous les efforts passés pour réunir les deux gauches ».
Dans une déclaration le 19 août, le porte-parole du Parti Julien Dray annonce que l'université d'été du PS « sera placée sous le signe de la contre-offensive nécessaire à la politique du gouvernement de Villepin […]. L'ensemble des responsables et des élus doivent consacrer leur énergie à cela et uniquement à cela ».
Lors de la traditionnelle Fête de la Rose de Frangy-en-Bresse, le 21 août, Arnaud Montebourg a déclaré : « Transformer et régénérer notre parti autour des projets de la gauche volontaire […] ne peut passer que par la construction d'une nouvelle majorité […] Il est impossible de construire quelque chose avec Hollande, il nous a conduit à deux désastres, celui de 2002 et celui de 2005. Les marchands de scission se trompent », répondant à Michel Rocard et invitant ses camarades à plus s'occuper de combattre l'UMP. Invité d'honneur, Hubert Védrine a dit qu'il ne faut « pas abandonner nos ambitions, voire nos rêves pour l'Europe, mais leur redonner une assise et redéfinir une méthode ». Enfonçant le clou lundi, Montebourg a affirmé : « Lorsque l'on regarde les textes des uns et des autres […] nous apercevons un immense silence du côté de la majorité actuelle, de François Hollande, de Dominique Strauss-Kahn, qui nient les dégâts de la mondialisation et qui refusent finalement de s'y attaquer ».
Lundi 21, Jean-Luc Mélenchon a déclaré que « ce n'était pas une idée très intelligente de nous obliger tous à déposer nos motions mi-septembre. Résultat, on se trouve en plein mois d'août à se faire des querelles auxquelles personne ne comprend rien » a-t-il ajouté. L'animateur de Pour la république sociale déclare que ce congrès est aussi celui du choix du candidat à l'élection présidentielle : « Au point où nous en sommes il en reste deux : Dominique Strauss-Kahn et Laurent Fabius. J'espère que le PS ne fera pas l'erreur de présenter un candidat qui aurait été pour le oui lors du référendum sur la Constitution européenne. […] Sans lui donner un chèque en blanc […] par raisonnement, j'en déduis Fabius. Par la force des choses, c'est le seul ».
Selon son lieutenant Claude Bartolone, Laurent Fabius, qui participera à l'atelier sur le logement « qui lui parait correspondre à une préoccupation importante des Français », n'assistera pas au discours de clôture du premier secrétaire sortant François Hollande. Enfin, Fabius a accepté l'invitation de Marie-George Buffet à la Fête de l'Humanité des 10-12 septembre.
Dans un entretien à paraître le 25 août dans le Nouvel Observateur[réf. souhaitée], le premier secrétaire sortant François Hollande annonce qu'il sollicitera un dernier mandat. Il explique : « Ma seule ambition a été de relever le Parti socialiste, de le conduire aux victoires électorales et surtout d'effacer l'affront du 21 avril 2002. J'assume mon bilan mais je n'ai pas achevé ma tâche ». Il affirme dans le même article projeter de quitter le poste de Premier Secrétaire après la présidentielle de 2007.
Dans un entretien avec Le Figaro le 23 août[réf. souhaitée], Bernard Kouchner se dit prêt à travailler avec François Bayrou et « avec d'autres ». Il affirme qu'il « aime autant discuter avec les militants centristes qu'avec ceux d'Attac », et préfère « une bonne scission » à une « fausse synthèse ». Lors d'une interview au journal télévisé de 20 heures[réf. souhaitée] de TF1 le 25 août, le chef de l'UDF a affirmé qu'il était prêt à accueillir des socialistes en rupture avec leur parti.
L'ancien fabiusien Jack Lang, qui avait défendu le « oui » au référendum, a confirmé sa rupture avec Laurent Fabius. « C'est un désaccord politique et idéologique. […] La principale divergence entre nous porte sur notre conception du parti et de la démocratie ».
« J'entends sans cesse invoquer le nom de François Mitterrand. […] [Mais] on n'imagine pas qu'il aurait pu tourner le dos à leur vote » a-t-il dit.
À Fouras, le Nouveau Parti socialiste, d'une voix commune, militants et dirigeants, annonce publiquement présenter sa motion autonome au congrès du Mans face à François Hollande. Henri Emmanuelli propose néanmoins au Nouveau Parti socialiste, une motion commune (sans Laurent Fabius).
Dans un entretien au Monde[réf. souhaitée], le Numéro 3 du parti, François Rebsamen, a critiqué Arnaud Montebourg : « [La] manie de la provocation d'Arnaud Montebourg nuit à la qualité des débats », mais a réfuté la scission de l'essentiel de la majorité sortante : « Si nous sommes minoritaires, nous serons minoritaires. Nous avons toujours respecté le vote des militants ».

### Université d'été du PS à La Rochelle
Lors de l'université annuelle à La Rochelle, les socialistes ont tenté tant bien quel mal de respecter le mot d'ordre « tous unis contre la droite » et se sont concentrés sur les ateliers thématiques.
« Le gouvernement ment comme il respire et Chirac promet comme il respire », a grincé Laurent Fabius. « Le Premier ministre s'est donné cent jours. Malheureusement, personne ne voit les résultats », a renchéri Dominique Strauss-Kahn. Laurent Fabius a cependant jugé que la motion de congrès que préparent le premier secrétaire et ses amis représentait « le faux rassemblement et le sectarisme ».
Martine Aubry n'a pas exclu l'hypothèse d'être candidate à la prochaine présidentielle, arguant de son statut de femme, tandis que Ségolène Royal se positionne clairement pour représenter le PS à la présidentielle.
Dans son discours de clôture, François Hollande a déclaré quant au congrès : « Je ne crains rien quant à l'unité du PS, c'est notre bien le plus précieux », « surenchères à gauche » et les « polémiques déplacées sur les personnes ». Puis, il a critiqué politique économique du gouvernement de Dominique de Villepin, qui débouche selon lui sur une « croissance molle » et un « chômage dur ». En réponse, il a préconisé un « plan » pour « accélérer les programmes d'infrastructures ferroviaires» et un «plan immédiat d'investissement dans les nouvelles technologies et les économies d'énergie», critiqué le « bradage » d'Électricité de France et GDF, « irresponsable » selon lui en « pleine crise énergétique » et réclamé la mise sur le marché de 120 000 logements sociaux. Laurent Fabius avait lui ostensiblement boudé cette conclusion.

### Dernière ligne droite avant le dépôt des motions
Selon un sondage de l'Ifop du 29 août[réf. souhaitée], Jack Lang serait le présidentiable socialiste le plus populaire, si on considère Lionel Jospin comme non candidat.
Ce même jour, le sénateur-maire de Mulhouse Jean-Marie Bockel a annoncé hier qu'il déposerait une motion, alors que tout en faisant entendre son credo libéral, il avait à chaque fois rallié la motion de la direction sortante. Il souhaite exposer sa « vision d'un réformisme volontaire et pleinement assumé pour le Parti socialiste, prélude à un programme socialiste de gouvernement courageux pour 2007 ».
Le 31 août a vu une nouvelle défection dans le camp majoritaire avec le ralliement du maire de Bondy Gilbert Roger à NPS. Cette nouvelle rend très hypothétique la reconquête souhaitée par Hollande de la fédération de la Seine-Saint-Denis, traditionnellement de sensibilité fabiusienne. Gilbert Roger avait fait réélire l'ex-députée du Vaucluse Élisabeth Guigou lors de son parachutage dans le 93.
Marc Dolez, un des fondateurs de la motion Alternative socialiste, lâché par plusieurs de ses soutiens, a annoncé renoncer à se représenter à la tête de la fédération du Nord. Certains de ses anciens soutiens ont rejoint la majorité de François Hollande, d'autres l'écurie de Laurent Fabius.
La rencontre d'Alternative socialiste à Périgueux les 9-10-11 septembre a fait salle comble. Henri Emmanuelli a justifié son rejet d'une motion avec Fabius qui transformerait selon lui « le congrès en un plébiscite pour un candidat à la présidentielle ». Il s'en est pris aux amis de François Hollande : « Si le parti socialiste continue à marcher à côté de ses chaussures, viendra un moment où le peuple de gauche ira se chausser ailleurs ». Ses dirigeants ont réitéré sans succès leurs offres de services au NPS, dont plusieurs membres avaient répondu à l'invitation.
Plus médiatisé fut le passage de Laurent Fabius à la fête de l'Humanité le 10 septembre. Le jet d'un œuf étant un acte isolé, le débat a permis à l'ancien Premier ministre de peaufiner son image de rassembleur de la gauche. Pour la majorité sortante du PS (pourtant elle-même exclusivement composée de partisans du oui), Bruno Le Roux a accusé Fabius de vouloir figer le clivage oui-non.
Le 15 septembre, Jean-Noël Guérini, leader de la fédération des Bouches-du-Rhône (4e par importance numérique dans le parti), qui avait déposé une contribution, a annoncé sans grande surprise avoir rejoint après débat la motion de la majorité sortante avec tous ses signataires. Parmi eux, l'ancien de Nouveau Monde Patrick Mennucci.
A la veille du conseil national du 17 septembre au cours duquel doivent se déclarer les motions en lice, le courant Alternative socialiste mené par Henri Emmanuelli a annoncé rejoindre Nouveau Parti socialiste pour déposer une motion commune.

### Débats après le dépôt des motions
Après le dépôt des textes mi-septembre, signés par les principales figures nationales et locales du parti, le débat s'est recentré en interne. Néanmoins, le débat public continue entre les partisans de la motion de la direction sortante et ses challengers.
Henri Emmanuelli a appelé au-delà des textes soumis au débat à évaluer le respect des engagements de celui de la majorité sortante à Dijon : selon lui, seuls 3 des 20 engagements formulés par le premier secrétaire ont été tenus.
La direction nationale a critiqué les apparitions publiques de Jean-Luc Mélenchon, avec son association Pour la république sociale lors de la manifestation du 4 octobre et sa participation à un meeting à Marseille la veille. « Nous poserons systématiquement devant les militants la question de ces socialistes qui ne respectent pas leur parti », a déclaré Bruno Le Roux. Dans sa motion, la majorité de M. Hollande y consacre un chapitre avec, pour la première fois, l'introduction de sanctions dans les statuts du parti. Par ailleurs, M. Mélenchon, qui prône un « trait d'union » entre le PS et la gauche radicale, s'est félicité que pour la première fois le PS appelle dans un communiqué commun à la manifestation du 4 octobre avec le PCF, les Verts, mais aussi pour la première fois, la LCR.
Ce communiqué ne fait pas l'unanimité parmi les partisans de la motion 1, dans laquelle les amis de Dominique Strauss-Kahn sont plus tentés par des discussions avec les centristes. L'opposition est également publique entre DSK et le premier secrétaire; le premier prône une hausse de la TVA (sur laquelle ses concurrents ironisent avec le rapprochement avec le programme d'Angela Merkel) ; le second y est opposé déclarant notamment « N'essayons pas de faire jouer à la fiscalité un rôle de droit de douanes ». En toile de fond perce la rivalité des deux personnes pour la prochaine élection présidentielle, unis pour défendre un texte qui est un « socle minimal ».
Dans son livre paru le 6 octobre, Si la gauche savait, le député européen Michel Rocard critique violemment son parti et la plupart de ses animateurs depuis 30 ans, passant pourtant sous silence François Hollande, dont il a signé le motion.
Le débat fédéral de présentation des motions de Paris s'est tenu le 18 octobre, devant près de 2 000 militants[réf. souhaitée] dans une ambiance animée pendant près de 4 heures, en présence de François Hollande, Laurent Fabius, Laure Pascarel (pour Utopia), Jean-Marie Bockel et Vincent Peillon. Les trois principales motions ont argumenté sur les lignes forces de leur texte: discipline et alternance entre attaques contre la gauche du parti (« Ceux qui proposent de rompre avec le capitalisme en deux ans renoncent au socialisme en moins de temps ») et minimisation des différences avec elle (« plus de convergences que de divergences ») pour Hollande. Fabius s'est voulu plus combatif avec la droite et a argumenté sur la laïcité, la lutte contre l'extrême droite et les réformes institutionnelles. Pour Peillon, « le débat n'est pas entre ceux qui seraient atteints de tentations gauchistes et les autres de tentations centristes », mais de « réconcilier la base sociale du PS avec sa base politique », soulignant la nécessité de renouvellement de la direction du parti après le 29 mai (« la responsabilité politique aujourd'hui, à l'égard du parti comme du pays, et pour battre la droite, c'est le changement »). Le trouble est venu dans les questions de la salle, l'agressivité contre-productive à l'encontre de l'ancien premier ministre de François Mitterrand de la conseillère régionale Marie-Pierre de La Gontrie (motion 1), proche de Dominique Strauss-Kahn, avivant les arrière-pensées du député du Val d'Oise d'affaiblir le premier secrétaire.
La sortie du livre de Lionel Jospin le 27 octobre, Le Monde comme je le vois, a alimenté les spéculations sur son retour. Pour la première fois, François Hollande n'a plus écarté de soutenir son retour, alors que Roland Dumas s'est rangé à ses côtés, tout comme Manuel Valls. Tout en prenant position a minima pour la motion 1, en réaction contre les autres, Jospin s'investit peu dans le débat militant, préférant se positionner comme un recours d'après congrès. Les extraits de son livre publiés dans le Nouvel Observateur a attiré les railleries : concernant la mondialisation, c'est « daté et mou », « même les évêques de France sont plus radicaux », assène José Bové ; Dominique Voynet déplore son austérité et sa timidité sur l'écologie ; Henri Weber (proche de Fabius) juge son analyse sur l'Europe que sa vision est « orientée et sa perception sélective »[réf. souhaitée].
Le 27 octobre, invité sur France 2[réf. souhaitée], l'ancien premier ministre a affirmé soutenir la motion de la majorité sortante tout en estimant « qu'il y a des choses intéressantes dans toutes les motions » et en rappelant que son livre ne contient des critiques « à l'égard d'aucun socialiste ».

## Résultats provisoires
Selon les premières estimations communiquées par le siège de la rue de Solferino, le soir du dépouillement le 9 novembre 2005, la motion défendue par François Hollande arrive largement en tête avec 55 % des voix, devant celle du NPS (24 %), de Laurent Fabius (18,5 %). Ferment la marche les motions Utopia et de Jean-Marie Bockel avec environ 1,5 % des voix.
Ces premiers résultats ont été dénoncés par les partisans de Laurent Fabius, dont le score est très inférieur à ses espérances, et à un degré moindre par des animateurs de NPS. Il allègue des fraudes dans les fédérations de l'Hérault, des Bouches-du-Rhône et du Pas-de-Calais. En 24 heures, son score a ainsi réévalué de 19 à 25 % dans cette dernière fédération, la plus importante du parti. Toutefois, ces contestations partielles ne remettent pas en cause la victoire des partisans de François Hollande.
Le 11 novembre 2005, le porte-parole du PS, Julien Dray communique une révision des résultats, qu'il estime « quasi définitifs » :
- Motion défendue par François Hollande : 53,71 % des voix ;
- Motion du Nouveau Parti socialiste : 23,65 % ;
- Motion défendue par Laurent Fabius : 21,21 % ;
- Motion d'Utopia : 1,2 % ;
- Motion portée par Jean-Marie Bockel : 0,7 %.

Conforté, François Hollande peut briguer un quatrième et dernier mandat. Mais la victoire n'est pas aussi large que prévu. Il doit donc composer avec les minorités.
Laurent Fabius franchit la barre des 20 %, objectif qu'il s'était fixé, mais il n'arrive qu'en troisième position derrière le NPS du trio Montebourg, Peillon et Emmanuelli. Le NPS est donc le seul courant qui progresse au sein du parti ; la motion majoritaire de François Hollande ayant perdu plus de 7 points par rapport au congrès de Dijon en 2003. Laurent Fabius en obtenant plus de 20 % conserve encore ses chances dans la désignation du candidat socialiste à l'élection présidentielle de 2007. En effet, la motion majoritaire comporte déjà plusieurs candidats à l'investiture interne (Jack Lang, Dominique Strauss-Kahn, Ségolène Royal, etc.), tandis que Laurent Fabius semble être le seul candidat déclaré et crédible à la gauche du PS.
Dès les résultats, le débat s'est rapidement ouvert pour la constitution ou non d'une synthèse entre les courants. NPS s'était déclaré ouvert à cette possibilité, à condition que les partisans de Laurent Fabius soient également de la partie. Ce n'est que lors du congrès proprement dit, au Mans, que ce débat a été tranché.

## Trois jours au Mans
Le congrès a réuni 4 000 socialistes autour des 600 délégués représentant les militants au parc des expositions du Mans. Outre de nombreux organismes associés, comme la Fondation Jean-Jaurès ou le Mouvement des jeunes socialistes, des délégations étrangères de l'Internationale socialiste, du Parti socialiste européen et du groupe socialiste au parlement européen, étaient invités.

### Proclamation des résultats officiels
- Motion 1 (conduite par François Hollande) obtient 53,6 %
- Motion 2 (Laurent Fabius) 21,2 %
- Motion 3 (Utopia) 1,04 %
- Motion 4 (Jean-Marie Bockel) 0,65 %
- Motion 5 (NPS) 23,6 %

C'est assez loin des 57 % des voix pour la motion 1 et des 17 % pour la motion 2 proclamés par François Rebsamen une semaine plus tôt, le soir même du vote. La direction sortante se retrouve donc avec une majorité étriquée. Un certain nombre de partisans du oui à la constitution européenne comme Gilbert Mitterrand ont rejoint les minoritaires.

### Synthèse
La question de la synthèse se présente sous un double mouvement. La stratégie interne des présidentiables, en particulier François Hollande, Laurent Fabius, et Dominique Strauss-Kahn d'une part et l'actualité politique d'autre part marquée par les émeutes urbaines. Ces deux thématiques ont un effet ciseau sur le courant NPS arrivé en deuxième position.
Pour faire synthèse, les minoritaires ont déposé un certain nombre d'amendements au texte majoritaire.
- En ce qui concerne la motion Rassembler à Gauche de Laurent Fabius, il s'agit :
  - D'un plan d'urgence sociale pour les banlieues ;
  - Du refus par le Parti socialiste de ratifier la constitution européenne rejetée le 29 mai 2005 ;
  - Du refus d'alliance avec la droite, en particulier l'UDF ;
  - De l'abrogation des « lois scélérates » (sur les retraites, sur le contrat nouvelle embauche, sur la sécurité sociale, sur la réduction du temps de travail, etc.) ;
  - De l'augmentation du SMIC en euros constants (en tenant compte de l'inflation) à 1 500 euros sur la prochaine législature ;
  - De la renationalisation d'EDF ;
  - D'une refonte des modalités de vote interne au PS.
- En ce qui concerne la motion 5 (NPS) :
  - Le respect du non français à la Constitution européenne ;
  - L'instauration d'un tarif extérieur unique à l'Union européenne et le rétablissement de la préférence européenne en matière commerciale ;
  - L'abrogation des lois votées par la droite ;
  - La réforme des institutions vers une VIe République.

Les deux courants minoritaires (Laurent Fabius et NPS) ont prévenu dès l'origine qu'il y aurait synthèse générale ou pas de synthèse du tout. Autrement dit, si l'une des deux motions avait été rejetée dans la minorité, l'autre l'y aurait rejointe automatiquement.
En ce qui concerne la motion 1, elle a prévenu qu'elle ne laisserait pas dénaturer son texte et qu'elle rejetterait les amendements s'ils ne se situaient pas dans la ligne tracée par le texte original.
La commission des résolutions a commencé ses travaux en début de soirée du samedi et les a achevé à 4 heures du matin, ce qui est une durée normale pour une telle commission, étonnamment brève vu la crise annoncée au PS. Tous les amendements présentés par les deux grosses minorités ont été intégrées avec des modifications de formulations par rapport aux amendements originaux.

### Crise au Nouveau parti socialiste (NPS)
Seule la référence à la VIe République n'a pas été retenue et c'est le terme de « République nouvelle » qui figure dans le texte. La réflexion sera menée sur cette thématique, mais la VIe République en tant que telle ne figurera pas dans le projet socialiste. Or, c'est la mesure identitaire d'Arnaud Montebourg et de ses amis de la Convention pour la sixième République (C6R). Sur la question de la synthèse en commission des résolutions, cinq délégués se sont abstenus (Arnaud Montebourg, Marc Dolez, Christian Paul, Thierry Mandon et Karine Berger) ; les autres ayant voté pour. Arnaud Montebourg et ses partisans ont montré un très vif mécontentement, certains menaçant en coulisse de quitter le NPS dans la mesure où les coanimateurs de ce courant, Benoît Hamon, Vincent Peillon, Henri Emmanuelli et Michel Vergnier se sont désolidarisés de ce concept. Ce n'est pas la première fois que NPS traverse ce genre de crise.
Lors du conseil national du 26 novembre, qui suit le congrès, Arnaud Montebourg annonce avec Christian Paul et Thierry Mandon leur départ du NPS pour créer un nouveau courant d'opposition. Également opposés à la synthèse, Gérard Filoche et Marc Dolez s'interrogent sur leur avenir dans le courant.
Le 10 décembre 2005, Arnaud Montebourg et ses partisans créent une nouvelle organisation : Rénover maintenant.

### Laurent Fabius pavoise[non neutre]
Le congrès avait été convoqué dans la foulée de son éviction de la direction nationale sur le thème de la clarification à la suite du référendum du 29 mai.
Sur ces deux points, Laurent Fabius se sort par le haut du débat politique. La synthèse signifie qu'il réintègrera la direction. Avec plus de 20 % des suffrages, il est le mieux placé des présidentiables, les six autres devant se partager les 53 % de la motion 1. Surtout, c'est son orientation sur la Constitution européenne qui prévaut.
La motion 2 a traversé le congrès sans couac majeur alors qu'elle rassemblait ensemble Jean-Luc Mélenchon, Marie-Noëlle Lienemann et Alain Vidalies, assimilés à l'aile gauche du parti avec les amis de Laurent Fabius, traditionnellement classé à la droite du PS, ce qui laisse présager un axe politique durable dans le PS.

### François Hollande est reconduit
Il est réélu Premier secrétaire à un score incontestable, personne ne s'étant présenté contre lui à sa propre succession. Si Jack Lang et Dominique Strauss-Kahn, ses principaux rivaux, semblent avoir perdu un peu de leur influence (le congrès ne s'étant pas focalisé sur leurs thématiques, personne dans la majorité n'ignore que le succès de la motion 1 présentée par François Hollande dépendait du soutien de Dominique Strauss-Kahn et de son important courant « Socialisme et démocratie ». Par ailleurs, au Mans, ce sont MM. Fabius et Strauss-Kahn qui se sont illustrés à l'applaudimètre, rappelant ainsi la force de leurs réseaux respectifs au sein de l'appareil.

### Calendrier présidentiel
Le calendrier proposé par François Hollande place l'investiture à l'élection présidentielle aux alentours du mois de novembre 2006, ce que conteste Laurent Fabius qui souhaiterait que la désignation intervienne plus tôt.

## Élections des Premiers secrétaires
Le 23 novembre 2005 auront lieu les élections des premiers secrétaires fédéraux et de section. La synthèse nationale impliquerait logiquement le retrait des candidats minoritaires lorsque dans une fédération, l'écart entre la motion arrivée en tête et la suivante est trop fort.
Sur le principe, les motions 2 et 5 ont conclu un accord de désistement réciproque lorsqu'elles sont susceptibles de remporter ensemble une fédération. Cela concerne une trentaine de fédérations. Les remous au NPS et la synthèse générale remettront probablement en cause cette stratégie dans quelques départements.
Le 24 novembre 2005, François Hollande, seul candidat en lice, est réélu à la tête du parti avec 76,96 % des voix.

## Secrétariat national après le congrès du Mans
- François Hollande, Premier secrétaire
- François Rebsamen, coordination
- I- Pôle activités du parti

Affaires sociales et emploi : Martine Aubry, Agriculture : Germinal Peiro, Culture : Anne Hidalgo, DOM-TOM : Victorin Lurel, Économie, fiscalité : Michel Sapin, Education : Claude Roiron, Enseignement supérieur et Recherche : Yves Durand, Entreprises : Alain Vidalies, Environnement et au développement durable : Béatrice Marre, Études, Experts : Alain Bergounioux, Femmes : Laurence Rossignol, Formation professionnelle : Clotilde Valter, Institutions et Justice : André Vallini, Laïcité : Jean Glavany, Logement : Annick Lepetit, Mer : Isabelle Thomas, Santé : Pascal Terrasse, Questions de société : Malek Boutih, Sécurité : Delphine Batho, Services publics : Christian Martin, Solidarité urbaine : Vincent Léna, Transports : Pascale Le Néouannic, Territoires : Serge Janquin.
- II- Pôle vie du parti

Fédérations : Kader Arif, Élections : Bruno Le Roux, Élus : Dominique Strauss-Kahn, Communication : Claude Bartolone, Relations extérieures : Daniel Vaillant, Développement du Parti : Jack Lang, Formation : Henri Weber, Vie associative : François Lamy, Rénovation du Parti : Barbara Romagnan, Acteurs sociaux, Université d’été : Jean-Christophe Cambadélis, Organisation : Eugène Caselli.
- Expression du parti :

Porte-parole : Julien Dray
Riposte : Gaëtan Gorce assisté de François Cormier-Bouligeon
Maison des élus : Marylise Lebranchu, assistée de Jean Priol et Frédéric Vigouroux
Président du CESC : René Teulade
- III- Pôle activités internationales

International : Pierre Moscovici, Projet europe : Benoît Hamon, Droits de l’Homme : Adeline Hazan, Mondialisation : Harlem Désir, Nord-Sud : Christiane Demontes, Euro-Méditerranée : Patrick Mennucci, Défense : David Assouline.
- Commission du projet, présidée par François Hollande

Martine Aubry, Claude Bartolone, Bertrand Delanoë, Henri Emmanuelli, Benoît Hamon, Laurent Fabius, Élisabeth Guigou, Jack Lang, Jean-Luc Mélenchon, Vincent Peillon, François Rebsamen, Ségolène Royal, Dominique Strauss-Kahn et, comme invité Arnaud Montebourg.
Secrétaire : Jean-Louis Bianco
Henri Emmanuelli est chargé des états généraux du Projet, entouré de deux responsables nationaux Philippe Darriulat et Jacques Rigaudiat.